# Alfredo Massazza
Alfredo Massazza (* 24. Mai 1943 in Stradella; † März 2004) war ein italienischer Bogenschütze.

## Werdegang
Massazza nahm an den Olympischen Spielen 1972 in München teil und beendete den Wettkampf im Bogenschießen auf Rang 31. Ein bedeutender Bogenschieß-Wettbewerb Italiens, der seit 2002 in Montesegale ausgetragen wird, trägt seit 2004 seinen Namen.